# 佩特諾-伊曼-道格拉斯定理
佩特-諾伊曼-道格拉斯定理（Petr–Douglas–Neumann theorem）也稱為PDN定理，是幾何學中有關平面多邊形的定理。此定理證明，對於任何多邊形，都可以依定理中的作法找到一正多邊形，其邊數恰和原來的多邊形相同。佩特諾-伊曼-道格拉斯定理最早是由卡瑞爾·佩特諾（1868–1950）1908年在布拉格提出。1940年及1941年時也分別被傑西·道格拉斯（1897–1965）和伯恩哈德·诺伊曼（1909–2002）獨立證明。此定理由Stephen B Gray命名為佩特-諾伊曼-道格拉斯定理，或簡稱為PDN定理，有時也被稱為道格拉斯定理、道格拉斯-諾伊曼定理、諾伊曼-道格拉斯-佩特定理或佩特定理。

## 定理敘述
佩特-諾伊曼-道格拉斯定理的敘述如下
若一任意的n邊形A0，每邊上往外畫頂角為2kπ/n（1 ≤ k ≤ n − 2）的等腰三角形，再針對各等腰三角形的頂角形成的n邊形再進行類似的作法，但需用不同的數字k，一直用到用完所有滿足1 ≤ k ≤ n − 2的數值為止（可以不依大小順序），最後形成的n邊形An−2會是正多邊形，且其形心和原n邊形A0的形心重合。

## 應用在三角形中的特例

拿破崙定理是佩特諾-伊曼-道格拉斯定理的特例

在三角形的情形下，n為3，而n −2為1。因此只存在一個可能的k值，也就是1。此定理應用在三角形時，三角形A1為正三角形。
A1是由三角形A0的每一邊往外畫頂角為2π/3的等腰三角形，其頂點連線而成的三角形。三角形A1 的頂點也就是三角形A0的每一邊往外畫正三角形的重心。因此佩特-諾伊曼-道格拉斯定理應用在三角形中的特例可以表示如下：
若任意三角形的三邊往外畫正三角形，三個正三角形的重心形成的三角形也會是正三角形
上述的敘述也就是拿破崙定理。